# Niviventer excelsior
Niviventer excelsior es una especie de roedor de la familia Muridae.

## Distribución geográfica
Se encuentra solo en China.